# Escopo (lógica)
Em lógica, o escopo de um quantificador ou de uma quantificação é o intervalo na fórmula onde o quantificador "se encaixa". Ele é colocado logo após o quantificador, muitas vezes entre parênteses. Alguns autores descrevem o escopo como incluindo a variável logo após o símbolo do quantificador universal ou do quantificador existencial. Na fórmula ∀xP, por exemplo, P (ou xP) é o escopo do quantificador ∀x (ou ∀).
Uma variável na fórmula está livre, se e somente se ela não ocorrer dentro do escopo de qualquer quantificador para essa variável. Um termo está livre para uma variável na fórmula (i.e. livre para substituir essa variável que ocorre livre), se e somente se a variável não ocorre livre no escopo de qualquer quantificador para qualquer variável no termo.